# Station Warschauer Straße
Warschauer Straße is een station van de S-Bahn, dat geopend werd in 1884 en gelegen is aan de gelijknamige straat in de Berlijnse wijk Friedrichshain, niet ver van de Oberbaumbrücke over de Spree. De U-Bahn heeft er sinds 1902 een gelijknamig kopstation, dat via een loopbrug bereikbaar is. Station Warschauer Straße is tevens het eindpunt van twee tramlijnen.

## S-Bahn
De spoorlijn waaraan het S-Bahnstation ligt werd vanaf 1842 in gebruik genomen tussen Berlijn en Frankfurt (Oder). De Frankfurter Bahn, later Niederschlesisch-Märkische Eisenbahn, was de enige spoorlijn die tot binnen de stadsmuren liep, waartoe bij de Warschauer Straße een speciale spoorwegpoort werd aangelegd. Na de afbraak van de stadsmuren werd besloten in de Warschauer Straße een brug over de spoorlijn aan te leggen, aangezien de gelijkvloerse kruising de ontwikkeling van de straat tot belangrijke verkeersader in de weg stond. In 1875 was de Warschauer Brücke gereed. Negen jaar later, op 11 augustus 1884, opende onder de brug de halte Warschauer Straße.

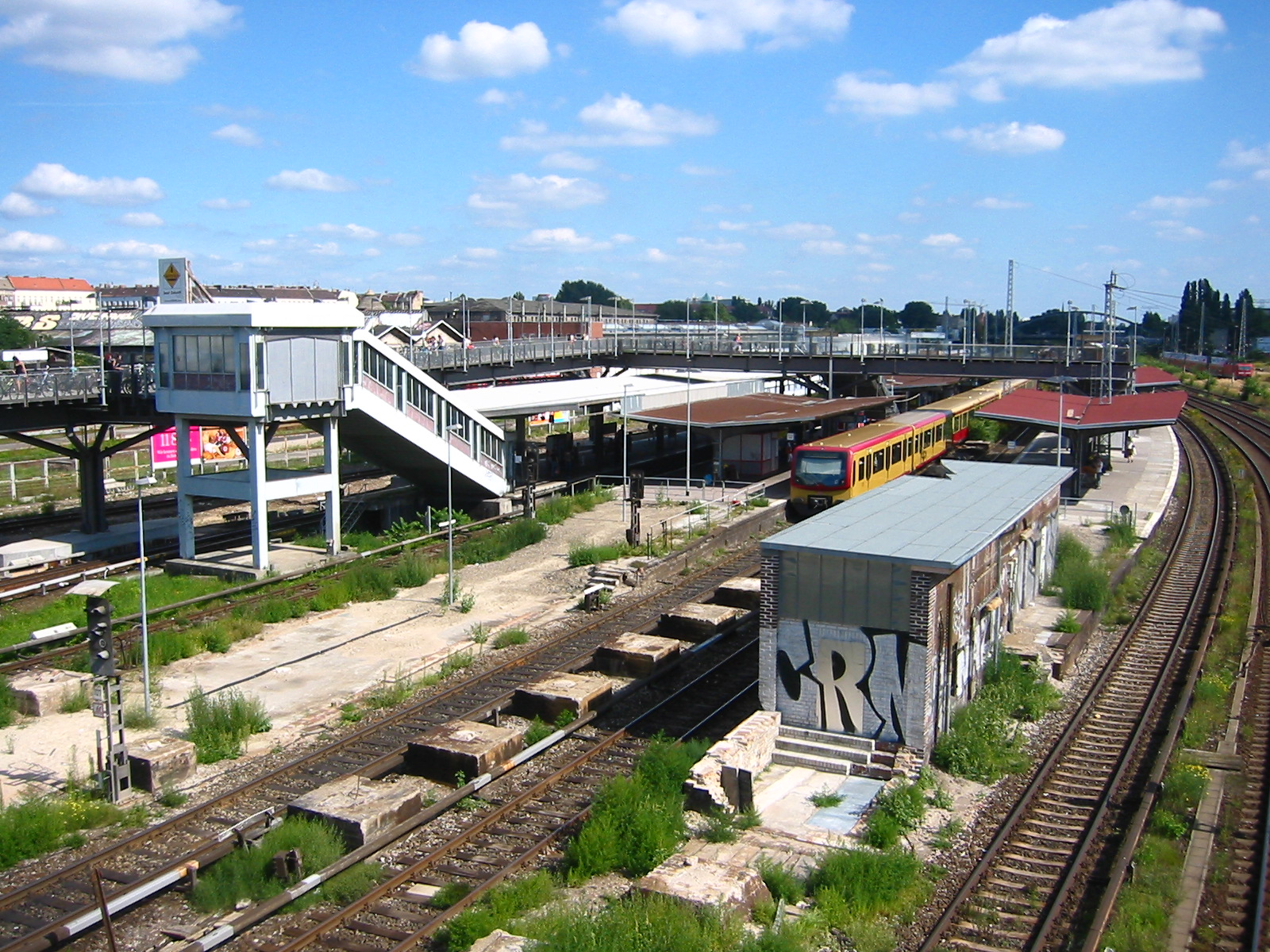
Na de sloop van het stationsgebouw zijn de perrons bereikbaar via een noodbrug

Het eerste stationsgebouw bevond zich aan de oostzijde van de Warschauer Brücke en deed dienst tot 1903. Vervolgens stond er tot 1924 een tweede stationsgebouw aan de westzijde van de brug, waarna er naar een ontwerp van Richard Brademann een nieuwe hal geopend werd op de oorspronkelijk locatie. Inmiddels was er naast het bestaande spoor een extra paar sporen aangelegd, gereserveerd voor voorstadstreinen. In 1928 werden de voorstadssporen geëlektrificeerd met een derde rail en in 1930 werd de lijn opgenomen in de S-Bahn.
Tijdens de Tweede Wereldoorlog werden de Warschauer Brücke en het S-Bahnstation ernstig beschadigd. Op dezelfde locatie als voorheen verrees na de oorlog wederom een nieuw stationsgebouw, dat in 1983 werd gerenoveerd. Een grondige sanering van de sporen en het station bleef echter uit tot 2004. Het in ernstig verslechterde staat verkerende stationsgebouw werd in april 2005 afgebroken en vervangen door provisorische trappen naar de beide eilandperrons. Inmiddels is er een nieuw stationgebouw verrezen dat in 2021 is geopend. 

Op het terrein van het S-Bahnstation bevinden zich twee seinhuizen uit 1895 en 1920, die beide op de monumentenlijst staan. Aan het zuidwestelijke uiteinde van de Warschauer Brücke staan nog dienstgebouwen van het voormalige Schlesischer Güterbahnhof.